# Bangor (Michigan)
Bangor é uma cidade localizada no estado americano de Michigan, no Condado de Van Buren.

## Demografia
Segundo o censo americano de 2000, a sua população era de 1933 habitantes. 
Em 2006, foi estimada uma população de 1889, um decréscimo de 44 (-2.3%).

## Geografia
De acordo com o United States Census Bureau tem uma área de 
5,0 km², dos quais 5,0 km² cobertos por terra e 0,0 km² cobertos por água. Bangor localiza-se a aproximadamente 201 m acima do nível do mar.

## Localidades na vizinhança
O diagrama seguinte representa as localidades num raio de 16 km ao redor de Bangor. 